# Korea National League 2012
Die Korea National League 2012 war die zehnte Spielzeit der zweithöchsten südkoreanischen Fußballliga unter diesem Namen. Gespielt wurde in 2 Runden. Ansan Hallelujah FC nannte sich in Ansan H FC um. Incheon Korail FC konnte den Titel gewinnen. 

## Abschlusstabellen

### Endtabelle
| Pl. | Verein                              | Sp. | S  | U  | N  | Tore    | Diff. | Punkte |
| --- | ----------------------------------- | --- | -- | -- | -- | ------- | ----- | ------ |
| 1.  | Goyang KB Kookmin Bank FC           | 26  | 15 | 10 | 1  | 051:200 | +31   | 55     |
| 2.  | Ulsan Hyundai Mipo Dolphins FC (M)  | 26  | 15 | 4  | 7  | 061:300 | +31   | 49     |
| 3.  | Gangneung City FC                   | 26  | 14 | 5  | 7  | 032:210 | +11   | 47     |
| 4.  | Changwon City FC                    | 26  | 14 | 4  | 8  | 036:300 | +6    | 46     |
| 5.  | Incheon Korail FC                   | 26  | 12 | 6  | 8  | 039:300 | +9    | 42     |
| 6.  | Yongin City FC                      | 26  | 12 | 6  | 8  | 037:350 | +2    | 42     |
| 7.  | Busan Transportation Corporation FC | 26  | 11 | 8  | 7  | 028:230 | +5    | 41     |
| 8.  | Mokpo City FC                       | 26  | 10 | 6  | 10 | 028:370 | −9    | 36     |
| 9.  | Suwon City FC                       | 26  | 9  | 7  | 10 | 029:320 | −3    | 34     |
| 10. | Ansan H FC                          | 26  | 8  | 8  | 10 | 025:340 | −9    | 32     |
| 11. | Gimhae City FC                      | 26  | 6  | 10 | 10 | 026:340 | −8    | 28     |
| 12. | Chungju Hummel FC                   | 26  | 5  | 6  | 15 | 020:340 | −14   | 21     |
| 13. | Cheonan City FC                     | 26  | 6  | 1  | 19 | 025:450 | −20   | 19     |
| 14. | Daejeon KHNP FC                     | 26  | 3  | 3  | 20 | 022:540 | −32   | 12     |

| Zum Saisonende 2012: |                                                  |
| Qualifikation als Meister für das Meisterschafts-Finale Qualifikation als zweiter für das Halbfinale der Meisterschafts-Runde Qualifikation für die 1. Runde der Meisterschafts-Runde |                                                  |
| (M) | Vorjahresmeister: Ulsan Hyundai Mipo Dolphins FC |

## Meisterschafts-Runde
An der Meisterschafts-Runde nahmen die besten 6 Teams teil. In der 1. Runde spielen die 3.- bis 6. Platzierten gegeneinander. Die beiden Gewinner dieser Runde spielen in der 2. Runde gegeneinander. Der Gewinner dieser Runde, spielte gegen den 2. Platzierten im Halbfinale um den Einzug in das Meisterschafts-Finale. Der Siegere dieses Spieles spielte im Finale gegen den 1. Platzierten. Der Gewinner des finales wurde Korea-National-League-Meister. Die Spiele wurden zwischen den 3. bis 17. November ausgetragen. 

### 1. Runde
|                   | Ergebnis        |                |
| ----------------- | --------------- | -------------- |
| Gangneung City FC | 0:0 (2:4 i. E.) | Yongin City FC |

|                  | Ergebnis |                   |
| ---------------- | -------- | ----------------- |
| Changwon City FC | 0:2      | Incheon Korail FC |

### 2. Runde
|                | Ergebnis |                   |
| -------------- | -------- | ----------------- |
| Yongin City FC | 1:3      | Incheon Korail FC |

### Halbfinale
|                                | Ergebnis |                   |
| ------------------------------ | -------- | ----------------- |
| Ulsan Hyundai Mipo Dolphins FC | 1:2      | Incheon Korail FC |

### Finale
Hinspiel
|                   | Ergebnis |                           |
| ----------------- | -------- | ------------------------- |
| Incheon Korail FC | 1:0      | Goyang KB Kookmin Bank FC |

Rückspiel
|                           | Ergebnis  |                   |
| ------------------------- | --------- | ----------------- |
| Goyang KB Kookmin Bank FC | 2:3 n. V. | Incheon Korail FC |

### Gewinner
| Meister Korea National League 2012 |
| ---------------------------------- |
| Incheon Korail FC                  |
| 2. Titel                           |

## Belege
- Spielberichte